# Remotomyia albosetatus
Remotomyia albosetatus là một loài ruồi trong họ Asilidae. Remotomyia albosetatus được Hull miêu tả năm 1967. Loài này phân bố ở vùng nhiệt đới châu Phi.